# 인티미데이터즈 스타디움
인티미더스 스타디움(Intimidators Stadium)은 노스캐롤라이나주 카나폴리스에 있는 야구장이다. 가장 최근에 시카고 화이트삭스의 Class A 계열사인 캐내펄리스 인티미데이터즈의 홈 경기장이었다.

## 역사
인티미데이터즈 프랜차이즈가 1995년에 시작되었을 때 경기장의 건설은 완료되지 않았다. 그해 4월 팀의 첫 경기를 위해 경기장과 좌석 공간이 준비되었지만 매점, 화장실, 고급 상자 및 매표소는 그해 겨울까지 완성되지 않았다. 경기장 이름은 카나폴리스의 공장 마을을 건설하고 1984년 도시가 통합될 때까지 운영했던 필드크레스트 캐넌 코퍼레이션의 필드크레스트 캐논 스타디움으로 명명되었다.
인티미데이터즈를 위한 홈 게임 외에도 필드크레스트 캐논 스타디움은 연중 내내 일부 아마추어 운동 연합 이벤트 외에도 매년 봄 여러 지역 고등학교 야구 경기에 사용된다.
경기장은 2003년 시즌 동안 UNC 샬럿49ers 구 unc의 홈구장이었고 캠퍼스 내 시설의 경기장 표면이 보수되고 있었다. 49ers는 경기장이 600만 달러의 보수 공사를 받고 있는 동안 2007 시즌의 첫 부분을 위해 다시 카나폴리스에서 뛰었다.
퀸즈 샬럿 대학교의 퀸즈 로열스 야구팀은 샬롯에 투카지 꿈의 들판이 건설되기를 기다리면서 남 대서양 회의(NCAA디비전 2)에서 데뷔전을 치른 인티미데이터즈 스타디움에서 2019 시즌을 보냈다.
2005년 시즌을 위해 새로운 스코어보드를 중앙 필드에 설치하여 경기장이 열렸을 때 사용했던 기존 보드를 대체했다.
2020시즌에는 인티미더스 스타디움을 대체하는 아트리움 헬스 야구장이 개장할 예정이었으나 코로나19 팬데믹(세계적 대유행)으로 2020시즌이 취소됐다. 2020년 9월 카나폴리스시는 인티미더스 스타디움 부지의 재개발 입찰을 요청했다. 2021년 5월, 시는 가을에 철거 예정인 경기장을 개발자에게 3백만 달러에 매각할 것이라고 발표했다. 2022년 5월 "이달 말 이전"에 매각이 거의 완료되면서 "앞으로 몇 주 안에" 철거가 진행될 예정이었다.

## 명명 권한
2012년 4월 3일, 캐롤라이나 의료 센터-노스이스트가 경기장에 대한 명명권을 구입하여 다가오는 시즌을 위한 새로운 CMC-북동 경기장 이름을 채택했다고 발표되었다. 클럽 정책에 따라 조건은 공개되지 않았다.
2016년에는 명명권 거래가 조용히 중단되었고 팀은 이 경기장을 다시 인티미더스 스타디움이라고 언급하였다.